# Антоніо да Нолі
Антоніо да Нолі (порт. Antonio da Noli; 1415/1419 Лігурія — † 1497/1491 Сантьягу) — італійський мореплавець XV століття., який перебуваючи на службі у Португальського королівства відкрив деякі з островів Кабо-Верде і був першим португальським колоніальним губернатором на цих островах.

## Біографія

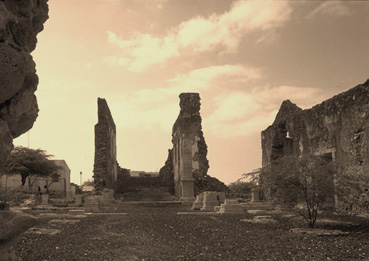
Руїни собору Рібейра-Гранде

На думку деяких дослідників Антоніо да Нолі походив з патриціанської родини тодішньої незалежної лігурійської морської Республіки Нолі, хоча інші дослідники ставлять це під сумнів. Він служив генуезцям, перш ніж перебратись до Португалії разом зі своїм братом Бартоломео та племінником Рафаелло в 1449 році та став на службу до принца Енріке Мореплавця. Дослідники сперечаються, чи є він тим самим мореплавцем, який відкрив два східних острови Кабо-Верде (Боа-Вішта і Сантьягу) у 1455 і 1456 роках під ім'ям Антоніотто Узодімаре разом з Альвізе Кадамосто під час їх повторної експедиції до річки Гамбія. Більшість джерел вважають, що це були два окремих генуезьких мореплавця.
Достовірно відомо лише те, що між 1458 і 1460 роками — ймовірно, через новини, отримані від Кадамосто — він вирушив зі своїм братом і племінником до острова Сантьягу і в 1462 році заснував поселення Рібейра-Гранде (сучасне Сідаде-Велья) на південній частині острова. Йому, разом з Діогу Афонсу, приписують систематичне дослідження і перші зусилля по колонізації усього архіпелагу Кабо-Верде. Однак через суперечливі звіти про перші португальські подорожі неможливо з упевненістю встановити, які з окремих островів відкрили Нолі та Афонсу, а які такі португальські мореплавці як Альвізе Кадамосто, Діогу Діаш та Діогу Гоміш.
Антоніо да Нолі вважається автором офіційної назву архіпелагу Ilhas de Cabo Verde («Острови Зеленого Мису»). У 1462 році португальський король Афонсу V призначив його капітаном-донатаріо (порт. capitão-donatário) або губернатором Рібейра-Гранді, першої постійно населеної європейської колонії в тропіках.
Під час португальсько-кастильської Війни за кастильську спадщину (1475—1479) острови Кабо-Верде були окуповані Кастилією, але Антоніо да Нолі залишався їх губернатором, незважаючи на те, що був призначений на цю посаду португальцями. Після укладення в 1479 році Алкасоваського мирного договору на Кабо-Верде відновилось португальське правління і Антоніо да Нолі продовжив перебувати на посаді капітана-донатаріо острова Сантьягу.
Після можливої смерті Антоніо да Нолі, 8 квітня 1497 року його повноваження капітана-донатаріо перейшли до його доньки, Бранки де Агіар, за умови, що вона вийде заміж за португальського дворянина Хорхе Коррейя де Соуза, ідальго королівського двору.
В Португалії та Кабо-Верде не було знайдено жодних записів про смерть Антоніо Нолі або про долю його сина та інших потенційних нащадків (брата Бартоломео чи племінника Рафаеля). Відомо, що у 1497 році Нолі все ще було заборонено повертатися в Геную з політичних причин.

## Увічнення пам'яті
На честь Антоніо да Нолі було названо есмінець ВМС Італії Antonio da Noli, спущений на воду 21 травня 1929 року. Корабель загинув біля узбережжя Корсики 9 вересня 1943 року, наступного дня після публічного оголошення про капітуляцію Італії, коли під обстрілом німецьких берегових батарей потрапив на мінне поле, де від вибуху міни розламався навпіл та затонув.